# Édouard-François-Marie Bosquillon
Pour les articles homonymes, voir Bosquillon.
Édouard-François-Marie Bosquillon, né le 20 mars 1744 à Montdidier et mort le 21 novembre 1814 à Paris, est un médecin et helléniste français.

## Biographie
Né de François Marie Bosquillon du Plessis, docteur de la faculté de médecine de Reims, il entre à l'âge de onze ans chez les jésuites à Paris, où il se distingue en grec. Il poursuit des études de philosophie à l'université de Paris et est reçu maître ès arts en 1762. Il fait ensuite des études de médecine et, après deux concours, obtient sa réception gratuite. Il devient docteur-régent et professeur de chirurgie latine de la faculté de médecine de Paris et exerce à l'Hôtel-Dieu. 
En 1775, sa connaissance de la langue grecque lui vaut d'entrer comme professeur au Collège royal, où il donne plusieurs séries de cours sur Homère et Hippocrate. Il fait paraître en 1784 une édition grecque et latine des Aphorismes et pronostics d'Hippocrate, dont il publie également vers la fin de sa vie une traduction en français. Il prépare en outre plusieurs éditions d'ouvrages médicaux d'autres auteurs grecs, dont certaines sont publiées sous forme de dissertations ou de mémoires. Il se fait connaître surtout pour ses traductions de six ouvrages de deux médecins écossais, William Cullen et Benjamin Bell, dont notamment les Éléments de médecine pratique de Cullen et le Traité des ulcères de Bell, qui sont tous deux considérés comme des classiques de la médecine du XVIIIe siècle.
En tant que médecin praticien, Bosquillon se distingue surtout par une hardiesse peu commune dans l'emploi de la saignée, dont il fait la base du traitement de la plupart des maladies, ainsi que par ses opinions paradoxales. Il niait notoirement l'existence du virus de la rage et soutenait que cette maladie n'était contagieuse que par l'influence de la terreur qui saisit les personnes mordues par un animal enragé. « Quelque absurde, écrivait-il, que puisse paraître l'opinion que je propose, je ne doute nullement qu'en prenant toutes les précautions convenables pour inspirer à nos enfants une entière sécurité à l'égard de la rage, on ne parvienne un jour à anéantir cette maladie, au point que son existence paraîtra aussi incroyable à nos arrière-neveux que celle des sorcières et des revenants ».
Il meurt le 21 novembre 1814 et est inhumé au cimetière du Père-Lachaise (13e division).

## Traductions
- William Cullen, Physiologie, 1785.
- William Cullen, Éléments de médecine pratique, 2 volumes, 1785-1787) Texte en ligne 1
- Benjamin Bell, Traité théorique et pratique des ulcères, suivi d'une dissertation sur les tumeurs blanches des articulations et précédé d'un Essai sur le traitement chirurgical de l'inflammation et de ses suites, 1788)
- William Cullen, Traité de matière médicale, 2 volumes, 1789-1790.
- Benjamin Bell, Cours complet de chirurgie théorique et pratique, 6 volumes, 1796.
- Benjamin Bell, Traité de la gonhorrée virulente et de la maladie vénérienne, 2 volumes, 1802.
- Hippocrate, Aphorismes et pronostics, 1814.

## Sources biographiques
- Philipe Dubois, « Notice nécrologique sur la vie et les écrits du docteur Bosquillon » in Journal général de médecine, de chirurgie et de pharmacie, ou Recueil périodique de la Société de médecine de Paris, t. LIX, septembre-octobre 1815, p. 183-191.
- Jean-Eugène Dezeimeris, Charles-Prosper Ollivier et Jacques Raige-Delorme, Dictionnaire historique de la médecine ancienne et moderne, Béchet, Paris, t. I, 2e partie, 1831, p. 475-478.
- Amédée Dechambre, Dictionnaire encyclopédique des sciences médicales, Masson, Paris, vol. X, 1869, p. 106.